# اس‌پی‌اس کانتابریا (ای۱۵)
اس‌پی‌اس کانتابریا (ای۱۵) (به انگلیسی: SPS Cantabria (A15)) یک کشتی است که طول آن ۱۷۰٫۴ متر (۵۵۹ فوت) می‌باشد. این کشتی در سال ۲۰۰۸ ساخته شد.